# Каллум, Джордж Вашингтон
Джордж Вашингтон Каллум (англ. George Washington Cullum) (25 февраля 1809 — 28 февраля 1892) — американский военный, инженер и писатель. Служил генералом армии Севера в годы гражданской войны, с 1864 по 1866 год являлся 16-м суперинтендантом военной академии Вест-Пойнт. Автор «Биографического регистра выпускников Вест-Пойнта», выпущенного в 1868 году.

## Работы
- Cullum, George Washington. Campaigns of the war of 1812-15, against Great Britain, Vol. I. — New York: J. Miller, 1879. — 420 p.